# Lars Edvard Phragmén
Lars Edvard Phragmén (né le 2 septembre 1863 à Örebro, Suède, mort le 13 mars 1937) est un mathématicien suédois.

## Biographie
Fils d'un professeur d'université, il fit ses études à Uppsala puis Stockholm, et fut diplômé d'Uppsala en 1889. Il devint professeur à Stockholm en 1892, succédant à Sofia Kovalevskaïa.
Élève précoce, il quitta Uppsala moins d'un an après l'avoir intégrée, pour devenir assistant du professeur Mittag-Leffler à Stockholm, nouvellement mis en poste. En 1884, il fournit une nouvelle preuve du théorème de Cantor-Bendixson.
Son travail traitait des fonctions elliptiques et d'analyse complexe. Son résultat le plus célèbre est l'extension du Le principe du maximum aux régions non bornées. Une première version, proposée par Phragmén, fut améliorée par le mathématicien finlandais Ernst Lindelöf. Les deux publièrent ensemble cette dernière version, connue sous le nom de principe de Phragmén–Lindelöf. 
En 1903, il quitta l'université pour intégrer l'Inspection royale des compagnies d'assurance. Il en devint directeur l'année suivante. En 1908, il fut nommé directeur de la compagnie d'assurance Allmänna Lifförsakringsbolaget.
De 1889 jusqu'à la fin de sa vie, il fut l'un des éditeurs d'Acta Mathematica. Il est également connu pour avoir repéré (à 26 ans) un passage obscur dans la publication d'Henri Poincaré sur le problème des trois corps. Cette erreur, indiquée à Mittag-Leffler, puis travaillée par Poincaré, mènera par sa correction à des développements importants en mécanique par la théorie du chaos.
En plus de l'analyse, Phragmén s'est intéressé aux mathématiques de l'assurance, du vote démocratique, et intégra un comité de réflexion sur une nouvelle législation des élections.